# Parlamentswahlen in Singapur
Parlamentswahlen in Singapur müssen innerhalb von drei Monaten nach Ablauf von fünf Jahren ab der ersten Sitzung eines bestimmten Parlaments von Singapur abgehalten werden. In den meisten Fällen wird das Parlament jedoch aufgelöst und auf Veranlassung des Premierministers vor Ablauf der fünfjährigen Frist eine Parlamentswahl durchgeführt. Die Anzahl der Wahlkreise ist gesetzlich nicht dauerhaft festgelegt, sondern wird vom Premierminister vor jeder Parlamentswahl gemäß dem Gesetz über die Parlamentswahlen (Cap. 218, 2011 Rev. Ed.), das die Durchführung der Wahlen zum Parlament regelt, festgelegt unter Berücksichtigung der Empfehlungen des Überprüfungsausschusses für die Wahlgrenzen. Für die Parlamentswahlen 2015 waren 89 Sitze im Parlament in 13 Single Member Constituencies (SMCs) und 16 Group Representation Constituencies (GRCs) organisiert. Jeder SMC entsendet ein Mitglied des Parlaments, während jeder GRC zwischen drei und sechs Abgeordnete entsendet, von denen mindestens einer aus der malaiischen, indischen oder anderen Minderheitengemeinschaft stammen muss. Eine Gruppe von Personen, die sich in einer GRC zur Wahl stellen wollen, muss alle Mitglieder derselben politischen Partei oder einer Gruppe unabhängiger Kandidaten sein. Das Wahlalter in Singapur beträgt 21 Jahre.
Der Wahlprozess beginnt, wenn der Präsident auf Anraten des Kabinetts eine an den Wahlleiter gerichtete Wahlschrift ausstellt. Am Nominierungstag sind der Wahlleiter und seine Vertreter zwischen 11:00 und 12:00 Uhr in den benannten Nominierungszentren anwesend, um die Nominierungsunterlagen der potenziellen Kandidaten zu erhalten, sowie politische Spendenbescheinigungen, die bestätigen, dass sie die Anforderungen des Gesetzes über politische Spenden erfüllen (Kap. 236, 2001 Rev. Ed.). Eine Person, die beabsichtigt, in einem GRC als Minderheitenkandidat anzutreten, muss ebenfalls eine Bescheinigung vorlegen, die bestätigt, dass sie eine Person ist, die der malaiischen, indischen oder einer anderen Minderheitengemeinschaft angehört. Darüber hinaus müssen die Kandidaten zwischen dem Datum des Wahlbeschlusses und 12:00 Uhr am Nominierungstag beim Wahlleiter eine Kaution in Höhe von 8 % der gesamten Vergütungen hinterlegen, die im vorangegangenen Kalenderjahr an eine MP gezahlt wurden, gerundet auf die nächsten 500 $. Für die Parlamentswahlen 2015 betrug der Betrag der Einzahlung 14.500 $. Nach Ablauf der Nominierungsfrist, wenn nur ein Kandidat in einem SMC oder eine Gruppe von Kandidaten in einem ständigen GRC nominiert ist, ist die Wahl unbestritten und der Wahlleiter erklärt, dass der Kandidat oder die Gruppe von Kandidaten gewählt wurde. Wenn es mehr als einen Kandidaten in einem SMC oder mehr als eine Gruppe von Kandidaten in einem GRC gibt, wird die Wahl vertagt, damit eine Abstimmung durchgeführt werden kann. Der Wahlleiter gibt eine Mitteilung über die angefochtenen Wahlen heraus, aus der hervorgeht, wann der Wahltag stattfinden wird; und Informationen wie die Namen der Kandidaten, ihrer Antragsteller und Unterstützer, die den Kandidaten zugewiesenen Symbole, die auf Stimmzettel gedruckt werden, und die Standorte der Wahllokale.
Kandidaten können Wahlkämpfe erst nach dem Ende der Wahlperiode bis zum Tag vor dem Vorabend des Wahltages durchführen. Am Vorabend des Wahltages selbst, der als „Cooling-off Day“ (Abkühltag) bezeichnet wird, ist kein Kampagneneinsatz erlaubt. Kandidaten können im Internet werben, Hausbesuche durchführen, Flugblätter verteilen, Banner und Poster aufhängen und Wahlkampfveranstaltungen durchführen. Politischen Parteien mit mindestens sechs Kandidaten wird Sendezeit für zwei aufgezeichnete parteipolitische Sendungen in Radio und Fernsehen eingeräumt, eine am Tag nach dem Nominierungstag und die andere am Abkühltag. Die Höhe der gewährten Werbezeit hängt von der Anzahl der Kandidaten ab, die jede Partei einsetzt. Der Höchstbetrag, den ein Kandidat oder sein Wahlvertreter für einen Wahlkampf zahlen oder in Kauf nehmen kann, beträgt 3,50 $ für jeden Wähler in einem SMC oder 3,50 $ für jeden Wähler, geteilt durch die Anzahl der Kandidaten in der Gruppe, die für die Wahl in einem GRC kandidieren.
Der Wahltag bei einer Parlamentswahl ist ein Feiertag, und die Abstimmung ist obligatorisch. Sofern der Wahlleiter nichts anderes beschließt, sind die Wahllokale von 8:00 bis 20:00 Uhr geöffnet. Die Wähler müssen zu den ihnen zugewiesenen Wahllokalen gehen. Nach Abschluss der Umfrage versiegelt der Vorsitzende jedes Wahllokals die Wahlurnen, ohne sie zu öffnen. Die Kandidaten oder ihre Wahlhelfer können auch ihre eigenen Siegel an den Wahlurnen anbringen. Die Wahlurnen werden dann zu den Zählzentren gebracht, wo sie geöffnet und die Stimmzettel gezählt werden. Ein Kandidat oder sein Zählbeauftragter kann den Wahlleiter um eine erneute Stimmauszählung bitten, wenn die Differenz zwischen der Anzahl der Stimmen für den Kandidaten oder die Gruppe der Kandidaten mit den meisten Stimmen und der Anzahl der Stimmen eines anderen Kandidaten oder der Gruppe des Kandidaten 2 % oder weniger beträgt, mit Ausnahme der abgelehnten und abgegebenen Stimmen. Nachdem alle Zählungen und ggf. Nachzählungen abgeschlossen sind, stellt der Wahlleiter fest, ob die Gesamtzahl der im Ausland registrierten Wähler kleiner ist als die Differenz zwischen der Stimmenzahl der beiden Kandidaten mit der höchsten Stimmenzahl.
Die letzten Parlamentswahlen fanden 2015 statt. Die People’s Action Party wurde an die Macht gebracht, um die Regierung mit 83 Sitzen zu bilden, während die Workers’ Party of Singapore durch den Sieg in Aljunied GRC und Hougang SMC sechs Sitze sicherte.

## Zusammensetzung und Amtszeit des Parlaments
Das Parlament von Singapur ist einkammrig und besteht aus drei Arten von Parlamentsmitgliedern: gewählten Parlamentsmitgliedern (englisch elected Members of Parliament – MPs), Nicht-Wahlkreismitgliedern (englisch Non-constituency Members of Parliament – NCMPs) und ernannten Parlamentsmitgliedern (englisch Nominated Members of Parliament – NMPs). Davon werden die MPs durch allgemeine Wahl oder Volkswahl nach einem Mehrheitswahlsystem gewählt, während NCMPs aus den Kandidaten von politischen Parteien ausgewählt werden, die nicht die Regierung bilden.
Die maximale Dauer eines jeden Parlaments beträgt fünf Jahre ab dem Datum seiner ersten Sitzung. In den meisten Fällen wird das Parlament jedoch vorzeitig aufgelöst und auf Veranlassung des Premierministers, der berechtigt ist, den Präsidenten durch eine im Regierungsblatt veröffentlichte Proklamation zu informieren, zu einer allgemeinen Wahl aufgerufen. Der Präsident ist nicht verpflichtet, die Auflösung des Parlaments zu erklären, es sei denn, er hat sich davon überzeugt, dass der Premierminister das Vertrauen einer Mehrheit der Abgeordneten genießt. Nach der Auflösung des Parlaments muss innerhalb von drei Monaten eine Parlamentswahl stattfinden.
Die Zahl der gewählten Abgeordneten und Wahlkreise ist gesetzlich nicht dauerhaft festgelegt, sondern wird vom Premierminister vor jeder Parlamentswahl gemäß dem Parliamentary Elections Act, der die Durchführung von Parlamentswahlen regelt, unter Berücksichtigung der Empfehlungen des Wahlkampfbeirats erklärt.

## Wahlsystem
Das allgemeine Männer- und Frauenwahlrecht wurde in Singapur 1959 eingeführt. Eine formelle Wahlpflicht besteht zwar seit 1963, deren Verletzung wird jedoch im Regelfall nicht geahndet.
Das aktive Wahlrecht haben alle Bürger Singapurs über 21 Jahren mit inländischem Wohnsitz, sofern sie nicht geisteskrank, zum Tode oder zu einer Freiheitsstrafe über zwölf Monate oder wegen Wahlbetrugs verurteilt sind. Seit 2001 können auch Staatsbürger mit dauerhaftem Wohnsitz im Ausland in einigen Auslandsvertretungen ihre Stimme abgeben. Wählbar sind Bürger über 21 Jahren, die nicht geisteskrank, zahlungsunfähig oder illegal eingewandert sind und nicht unter Vormundschaft stehen. Mitglieder der Wahlkommission, Richter und Beamte dürfen nicht gleichzeitig Abgeordnete sein. Kandidaten müssen mindestens eine der vier Landessprachen Malaiisch, Mandarin, Tamilisch oder Englisch lesen und schreiben können. Vor der Wahl müssen die Kandidaten eine Kaution in Höhe von 16.000 Singapur-Dollar hinterlegen, die den Bewerbern rückerstattet wird, die mindestens 12,5 % der Stimmen im entsprechenden Wahlkreis erhalten.
Die direkt gewählten Abgeordneten werden in zwölf Einerwahlkreisen und 15 Mehrpersonenwahlkreisen mit vier bis sechs Mandaten, wobei einer der gewählten Vertreter der malaiischen, indischen oder einer anderen Minderheit angehören muss, direkt in relativer Mehrheitswahl gewählt (Stand 2015). Ist ein Abgeordneter nicht in der Lage, sein Mandat bis zum Ablauf der Legislaturperiode auszufüllen, wird eine Nachwahl abgehalten.
Die demokratischen Grundsätze einer allgemeinen, gleichen, direkten und geheimen Wahl sind nur bedingt erfüllt. So sehen etwa manche Wahlbeobachter in der Nummerierung der Stimmzettel für die Regierung die Möglichkeit gegeben, individuelles Wahlverhalten nachvollziehen zu können. Auch eine Chancengleichheit der Kandidaten hinsichtlich Kandidatur und Wahlkampf ist nicht gegeben. Die Diskrepanz zwischen dem Stimmenanteil der Opposition und den ihr zugewiesenen Sitzen ist dem starken Disproportionseffekt des Wahlsystems, den Regelungen des Wahlkampfes und dem Zuschnitt der Wahlkreise (Gerrymandering) zuzuschreiben. So erlangte die People’s Action Party (PAP) 2015 etwa 70 % der Stimmen, erhielt damit aber mit 83 rund 93 % der 89 regulären Sitze im Parlament. Letztlich ist festzustellen, dass die Parlamentswahlen der Regierungspartei PAP durchaus zugutekommen: 

„Wahlen dienen in dreifacher Weise der Herrschaftssicherung der PAP. Erstens beruht die gesellschaftliche Akzeptanz ihrer Regierung auch auf der Bestätigung durch die Wähler (Legitimationsfunktion). Zweitens bekommt die Regierung durch das Abschneiden der Opposition ein Gespür für die Unterstützung der Wähler für ihre Politik (Informationsfunktion). Drittens kann die Opposition durch die Ernennung von Abgeordneten ohne Wahlkreis (NCMPs) in die Regimestrukturen eingebunden werden (Kooptationsfunktion).“

## Wähler
Um in einem bestimmten Jahr bei einer Parlamentswahl wahlberechtigt zu sein, muss der Name einer Person in einem zertifizierten Wählerverzeichnis dieses Jahres eingetragen sein. Für jede Wahlabteilung in Singapur wird ein Wählerverzeichnis erstellt. Eine Person hat das Recht, ihren Namen in ein Wählerverzeichnis eines bestimmten Jahres eintragen zu lassen, wenn sie am 1. Januar dieses Jahres Staatsbürgerin von Singapur ist, die ihren gewöhnlichen Aufenthalt in Singapur hat, nicht jünger als 21 Jahre ist und keiner Disqualifikation unterliegt. Eine Person, die nicht in Singapur ansässig ist, aber berechtigt ist, ihren Namen in ein Wählerverzeichnis für eine bestimmte Wahlabteilung eintragen zu lassen, kann jederzeit vor Ausstellung eines Wahlschreibens für eine Wahl in dieser Abteilung die Eintragung als ausländischer Wähler beantragen.
Der Premierminister kann von Zeit zu Zeit, spätestens jedoch drei Jahre nach den letzten Parlamentswahlen, anordnen, dass die Wählerverzeichnisse überarbeitet werden; und vor einer Parlamentswahl verlangen, dass die Register unter Bezugnahme auf ein bestimmtes Jahr aktualisiert werden. Nach der Erstellung oder Aktualisierung der Register werden sie der Öffentlichkeit zur Einsichtnahme zur Verfügung gestellt, damit Personen Ansprüche geltend machen können, die in die Register aufgenommen werden sollen, oder um Einwände gegen die Aufnahme anderer Personen in die Register zu erheben. Nach der Behandlung aller Ansprüche und Einwände werden die Register als korrekt zertifiziert.

## Bisherige Parlamentswahlen
Die folgenden Grafiken zeigen die Parlamentswahlen von 1980 bis 2020:
| 1980                                          | 1984                                          | 1988                                          | 1991                                          |
| --------------------------------------------- | --------------------------------------------- | --------------------------------------------- | --------------------------------------------- |
| Insgesamt 75 Sitze - PAP: 75                  | Insgesamt 79 Sitze - WP: 1 - SDP: 1 - PAP: 77 | Insgesamt 81 Sitze - SDP: 1 - PAP: 80         | Insgesamt 81 Sitze - WP: 1 - SDP: 3 - PAP: 77 |
| 1997                                          | 2001                                          | 2006                                          | 2011                                          |
| Insgesamt 83 Sitze - WP: 1 - SPP: 1 - PAP: 81 | Insgesamt 84 Sitze - WP: 1 - SDA: 1 - PAP: 82 | Insgesamt 84 Sitze - WP: 1 - SDA: 1 - PAP: 82 | Insgesamt 87 Sitze - WP: 7 - PAP: 80          |
| 2015                                          | 2020                                          |                                               |                                               |
| Insgesamt 89 Sitze - WP: 6 - PAP: 83          | Insgesamt 93 Sitze - WP: 10 - PAP: 83         |                                               |                                               |